# Geschichte Chodadads und seiner Brüder
Die Geschichte Chodadads und seiner Brüder ist ein orientalisches Märchen aus den Geschichten aus Tausendundeiner Nacht. In der Arabian Nights Encyclopedia wird sie als ANE 347 gelistet.
Die Erzählung handelt von einem Königssohn und dessen Konflikt mit seinen eifersüchtigen Brüdern. Teil der Geschichte ist die Binnenerzählung der Geschichte der Prinzessin von Deryabar. Sie weist gewisse narrative Ähnlichkeiten zur biblischen Geschichte von Josef, dem Sohn des Jakob auf.

## Handlung

### Chodadad, der Sohn des Königs von Harran
Die Geschichtsschreiber des Königreichs Diyarbakir erzählen von einem reichen und mächtigen König, der einst in der Stadt Harran herrschte. Er liebte seine Untertanen und hatte viele Tugenden, doch fehlte ihm ein leiblicher Erbe, obwohl er die schönsten Frauen in seinem Harem hatte. Eines Nachts träumte er, dass er am nächsten Morgen sein islamisches Gebet verrichten und zwei Kniebeugen machen und sogleich in den Garten gehen und von einem Granatapfel so viele Kerne wie er wolle essen solle, dann werde sein Wunsch in Erfüllung gehen. Am nächsten Tag tat der König wie im Traum vorhergesagt und aß fünfzig Granatapfelkerne, so viele wie er Frauen in seinem Harem hatte. Danach schlief er mit ihnen und schon wurden alle seine Frauen schwanger, mit Ausnahme einer Frau namens Piruza. Zornig darüber, wollte der König Piruza hinrichten, doch konnte ihn sein Wesir dazu überreden, sie zu verschonen, auch da ihre Schwangerschaft vielleicht sich noch zeigen könne. Daraufhin schickte der König Piruza auf Rat seines Wesirs zu seinem Vetter Samer ins Land Samarien. Noch bevor Piruza dort ankam, zeigte sich, dass auch sie schwanger war. Nach ihrer Ankunft gebar sie einen Sohn, den der benachrichtigte König den Namen Chodadad gab. Er bat seinen Vetter, den König von Harran, seinen Sohn aufzuziehen.
Der Fürst von Samrien kam der Bitte seines Vetters nach und förderte ihn, sodass Chodadad zu einem staatlichen, jungen Mann heranwuchs, der auch in der Kriegskunst bewandert war. Doch Chodadad begann sich in Samarien zu langweilen und ersuchte seine Mutter Piruza inkognito, an den Hof seines Vaters nach Harran zu gehen, um dessen Gunst zu erlangen. Schließlich stimmte die Mutter zu, und Chodadad ging zu seinem Vater. Er stellte sich als Sohn des Emirs von Kairo vor, der in seinem Heer dienen wolle. Sein Vater, der ihn nicht erkannte, war angetan von dem Unbekannten und gab ihm eine Anstellung in seinem Heer. Schon bald stieg Chodadad in seiner Gunst, sodass er ihn zum Hofmeister über seine Söhne machte. Dies erregte die Eifersucht und den Hass von Chodadads 49 Brüdern, die sich miteinander verschworen. So planten sie ihr Verschwinden, für das ihr Vater Chodadad verantwortlich machen werde. Genauso kam es, und der König drohte Chodadad mit dem Tod, wenn dieser nicht seine Söhne wiederfinde.
Die Suche führte Chodadad in eine weite Ebene mit einem Schloss, wo er eine schöne junge Frau vorfand. Sie erklärte ihm, dass das Schloss von einem bösen Schwarzen beherrscht werde, der Menschen fange, in den Kerker sperre, um sie später zu töten und zu essen. Sie selbst stamme aus einer vornehmen Familie aus Kairo und sei auf der Reise nach Bagdad von dem Schwarzen gefangen worden. Da erschien der Schwarze. Chodadad stellte sich ihm im Kampf und tötete ihn. Gemeinsam befreiten Chodadad und die junge Frau die Gefangenen, unter denen sich auch Chodadads Brüder vollzählig befanden. Nach der Befreiung boten sie alle der jungen Frau an, sie sicher an ihr Reiseziel zu begleiten. Daraufhin erklärte die Frau, sie sei nicht aus Kairo, sondern eine Königstochter. Ihr Vater war von einem Thronräuber ermordet worden, der die Prinzessin zur Flucht zwang. Chodadad und seine Brüder waren begierig, ihre Geschichte zu hören, und so begann sie zu erzählen.

### Geschichte der Prinzessin von Deryabar

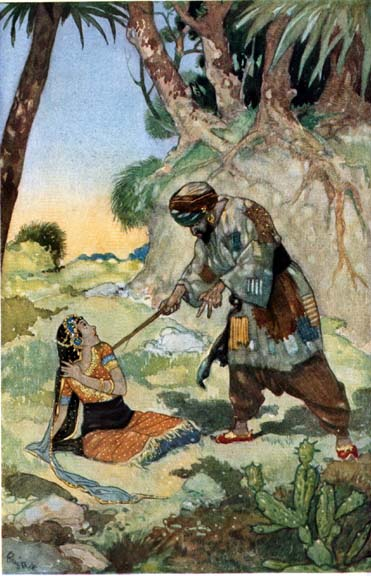
Die Prinzessin von Deryabar wird gefangen genommen. Zeichnung von Edmund Dulac, 1907.

Die junge Frau begann die Geschichte der Prinzessin von Deryabar, ihre eigene Geschichte, zu erzählen. Es handelte sich bei ihr um eine Königstochter von der Insel Deryabar, deren Vater einst einer Frau und ihrem Sohn zu Hilfe kam und sie in seine Obhut nahm. Als der Junge älter wurde, wollte er die junge Prinzessin heiraten. Als der König ihm dies verweigerte, tötete der junge Mann den König und übernahm seine Herrschaft. Der Prinzessin gelang die Flucht von der Insel mit einem Schiff, das Schiffbruch erlitt. Dort wurde sie von einem anderen König gerettet, der sie zur Frau nahm, jedoch seinerseits vom König von Sansibar gestürzt wurde. Als die Prinzessin und ihr Gatte mit dem Schiff flohen, wurde es von Piraten überfallen, ihr Gatte ertränkt und die Prinzessin als Sklavin nach Kairo verschleppt. Auf dem Weg dorthin wurde ihre Fänger jedoch von dem Schwarzen überfallen, der sie tötete und die Prinzessin in das Schloss einsperrte.

### Ein Verrat
Nachdem die Prinzessin ihre Geschichte erzählt hatte, bot ihr Chodadad den Schutz des Königs von Harran und ihr selbst die Ehe an. Die Prinzessin ging darauf ein, die Hochzeit wurde noch am selben Tag gefeiert. Als sich das Paar und Chodadads Brüder nach Harran aufmachten, eröffnete ihnen dieser, dass er in Wahrheit ihr Bruder war. Insgeheim waren die Brüder wütend und planten seine Ermordung. Eines Nachts überfielen sie das schlafende Paar, durchbohrten Chodadad mit Dolchstößen und ließen beide zurück. Die Prinzessin suchte nach einem Wundheiler. Doch als beide in das Zelt kamen, fanden sie Chodadad nicht mehr vor, sie glaubten, ein wildes Tier habe ihn gerissen. Der Wundheiler überredete die Prinzessin, ihren Gatten zu rächen und an den Hof des Königs von Harran zu gehen. Sie machen sich zusammen auf den Weg dorthin. Unterwegs zogen sie zu Chodadads Mutter Piruza, die bereits den König von Harran informiert hatte, dass ihr Sohn vermisst sei. So erfuhr der König, dass sein Hofmeister sein Sohn war und an seinen Hof gekommen war. Die Prinzessin erzählte Piruza von der Tat, und sie ihrerseits erzählte dem König davon, der von Wut und Trauer überkommen, alle seine Söhne in den Turm der Meuchelmörder einsperrte. Für seinen für tot gehaltenen Sohn baute er ein prächtiges Grabmal, die Gattin seines Sohnes nahm er in seinen Palast auf. Da versammelten die Feinde des Königs von Harran ein Heer und zogen gegen ihn in die Schlacht. Schließlich eilte eine Truppe bewaffneter Reiter in die Schlacht und half dem König von Harran zum Sieg. Der Anführer der Kämpfer erwies sich als der totgeglaubte Chodadad. Chodadad war von einem Bauern gerettet worden, der mit einem Esel zufällig auf das Zelt Chodadads gestoßen war und ihn gesund gepflegt hatte. Chodadad hatte sich dann auf den Weg nach Harran gemacht und unterwegs von dem bevorstehenden Angriff erfahren. Er versammelte Leute aus der Umgebung als Kämpfer, um das Reich seines Vaters zu verteidigen. Es kam zum glücklichen Wiedersehen der Familie. Chodadad überzeugte seinen Vater, den verräterischen Brüdern zu vergeben. Das Volk war entzückt von seiner Gutherzigkeit und schenkte ihm Beifall.

## Hintergrund
Die Geschichte wurde vom Verleger in Antoine Gallands Adaption Les mille et une nuits in einer von dem französischen Orientalisten Pétis de la Croix erstellten Fassung hinzugefügt, ohne dass Galland davon wusste oder es billigte. Eine arabische Version, die vor Galland entstand, ist nicht bekannt. Die Übernahmen der Geschichte, etwa durch Max Habicht, Gustav Weil, Richard Francis Burton und Enno Littmann gingen entsprechend direkt auf die Galland-Fassung von Pétis de la Croix zurück.
Nach Ansicht von Katharina Mommsen lieferte die Geschichte das Erzählschema für Johann Wolfgang von Goethes Festspiel Lila (1777).

## Ausgaben
- Max Habicht: Tausend und eine Nacht – Arabische Erzählungen, F.W. Hendel Verlag, Leipzig 1926 (Erstausgabe 1825–1838), Band 5, S. 7–47.
- Gustav Weil: Tausend und eine Nacht – Arabische Erzählungen, Karl Müller Verlag, Erlangen 1984 (Erstausgabe 1839), Band 3, S. 47–53.
- Enno Littmann: Die Erzählungen aus den tausendundein Nächten, Insel Verlag, Frankfurt 1968, Band 6, S. 302–340.